# Jarkko Ahola
Pour les articles homonymes, voir Ahola.

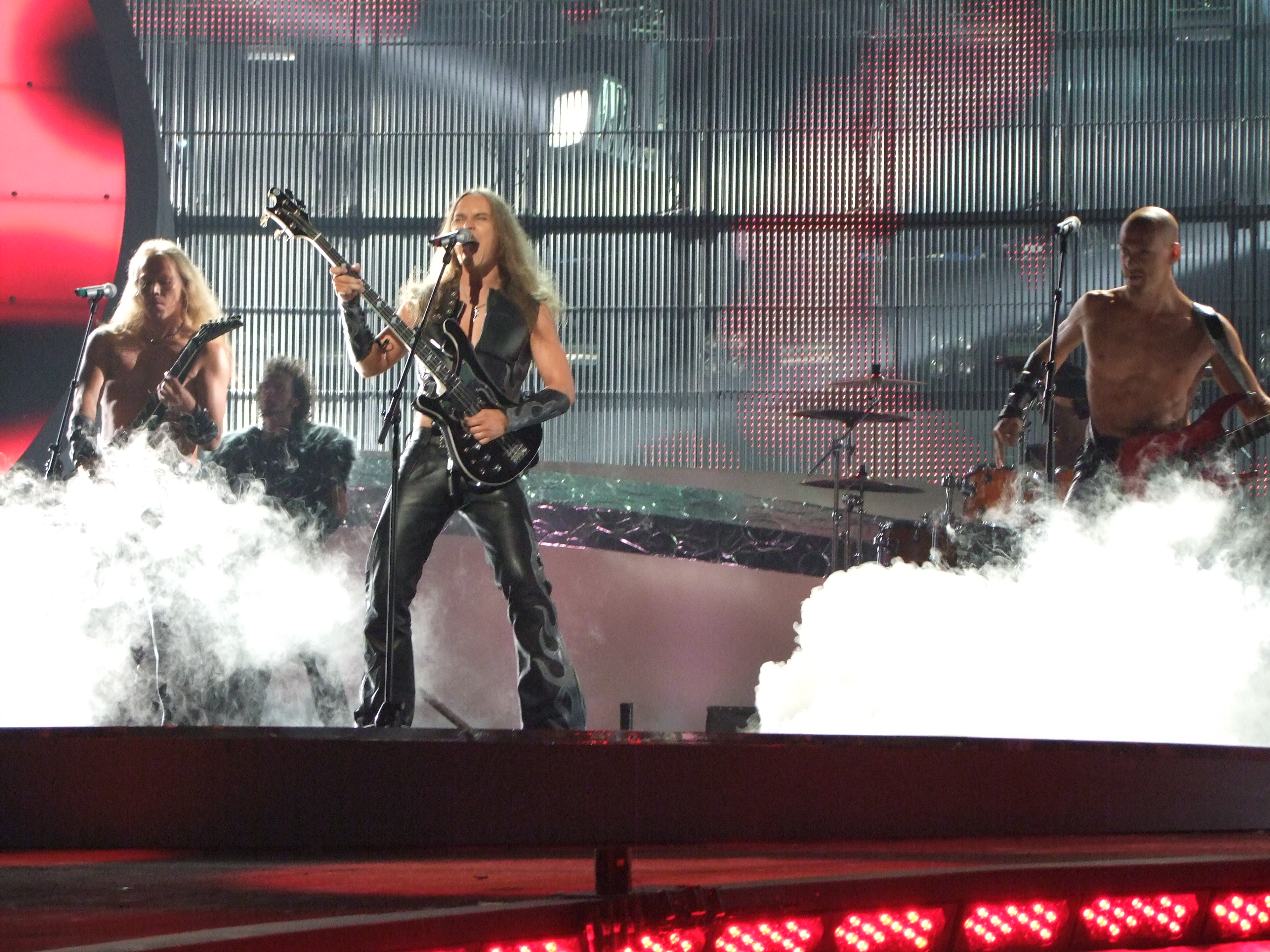
Jarkko Ahola

Jarkko Ahola est né le 24 août 1977 à Toijala, aujourd'hui fusionnée et renommée Akaa en Finlande. 
Il joua dans de nombreux groupes avant de devenir le chanteur, bassiste et un des compositeurs du groupe Teräsbetoni. 
Deep Purple, Rainbow, Whitesnake, Black Sabbath, Dio font partie de ses influences.
Jarkko Ahola possède une voix les plus étonnantes du milieu du métal. Possédant une voix de tête particulièrement aigüe, la maitrise qu'il en a, alors même qu'il n'a jamais pris de leçons de chant, lui permet de donner aux chansons qu'il interprète un caractère tout à fait particulier. Il fait partie du groupe Northern Kings, donnant ainsi sa voix remarquable pour des reprises telles que My Way (chantée originellement par Frank Sinatra).
Il a également interprété "Nessun dorma"" extrait de Turandot (de Puccini).